# ホンダ・グローバルライトトラックプラットフォーム
グローバルライトトラックプラットフォーム (Global light truck platform) とはホンダのSUT・SUV・大型ミニバン車用のプラットフォームである。

## 概要
2000年代前半までアコードやシビックといったセダンと共通のプラットフォームをSUVや大型ミニバンにも採用してきたが、ホンダ初のSUTであるリッジラインの開発にあたってSUVや大型ミニバンも使えるプラットフォームを製造した。

## 採用車種
- ライトトラック
- リッジライン
- CR-V（3・4代目）
- RDX
- MDX（2代目）
- パイロット（2代目）
- 北米仕様 ホンダ・オデッセイ（3・4代目）